# Aquilonastra batheri
Aquilonastra batheri är en sjöstjärneart som först beskrevs av Shoji Goto 1914.  Aquilonastra batheri ingår i släktet Aquilonastra och familjen Asterinidae. Inga underarter finns listade i Catalogue of Life.